# Graminea hispida
Graminea hispida là một loài bọ cánh cứng trong họ Cerambycidae.